# Southern Winds
Southern Winds o simplemente SW fue una aerolínea de origen argentino con base inicialmente en el Aeropuerto Internacional Córdoba, teniendo posteriormente una segunda base en el Aeroparque Jorge Newbery de la ciudad de Buenos Aires. Operó entre 1996 y 2005. 
Producto de la crisis del sector aeronáutico y del país en general, en el 2003 firma un acuerdo con la empresa estatal LAFSA (que había absorbido a los empleados de las ya desaparecidas LAPA y Dinar) por el cual la primera se comprometía a tomar empleados de la segunda, a cambio de que el Estado Argentino subsidiara el combustible de la empresa privada, que desde entonces comenzó a operar bajo el nombre "Southern Winds - Federales". 
A fines del 2004 ocurrió un extraño incidente en España, cuando en el vuelo 6420 de la compañía se encontraron cuatro valijas sin dueño ni identificación con 60 kilos de cocaína en total. El incidente, denunciado por la propia empresa, trascendió recién en febrero del 2005, momento en el cual el Estado Argentino anunció la cancelación del acuerdo con Southern Winds. La súbita cancelación del subsidio al combustible, en tiempos en que la empresa buscaba estabilizar un plan de negocios y conseguir inversores, precipitó el colapso de la compañía.
Al mismo tiempo, se anunció que la empresa LAN abriría una filial argentina compuesta por el plantel de LAFSA, incluyendo a quienes trabajaban en Southern Winds. Así, el primer avión de LAN Argentina voló menos de cuatro meses después de que la empresa argentina suspendiera sus vuelos, lo cual ha generado suspicacias sobre el rol de la empresa chilena en la quiebra de Southern Winds.
Tras ser sobreseídos en 2013 en la causa judicial por el incidente en España, los directivos de la empresa (actualmente en concurso de acreedores, con la quita de la mitad de la deuda originada) anunciaron que estudiaban retomar las actividades, lo cual nunca sucedió.

## Historia
La aerolínea inicia sus actividades en 1996 estableciendo un hub en la ciudad de Córdoba desde donde volaba a las ciudades argentinas de Rosario, Mendoza, San Carlos de Bariloche, Tucumán, Salta, etcétera.
La idea comercial del proyecto era prestar servicios aéreos a las grandes ciudades argentinas sin pasar por Buenos Aires.
Históricamente en Argentina casi todos los servicios aéreos empiezan o terminan en Buenos Aires, lo cual perjudica a los viajeros que no tienen a esa ciudad como origen o fin de sus vuelos.
SW estableció su hub en el aeropuerto de la ciudad de Córdoba (en el centro geográfico de la Argentina) para cumplir su objetivo de unir grandes ciudades "sin pasar por Buenos Aires" utilizando inicialmente aviones jets CRJ y turbohélices Dash 8 con capacidad entre 37y 50 personas.
Posteriormente comenzó una etapa de expansión para la cual creó un segundo "hub" en el Aeropuerto Jorge Newbery de la ciudad de Buenos Aires, sumando a su flota aviones Boeing 737.
En una tercera etapa inicia sus operaciones internacionales a Florianópolis, Miami y Madrid utilizando para estas rutas aviones Boeing 747 y 767.

## Servicio a bordo

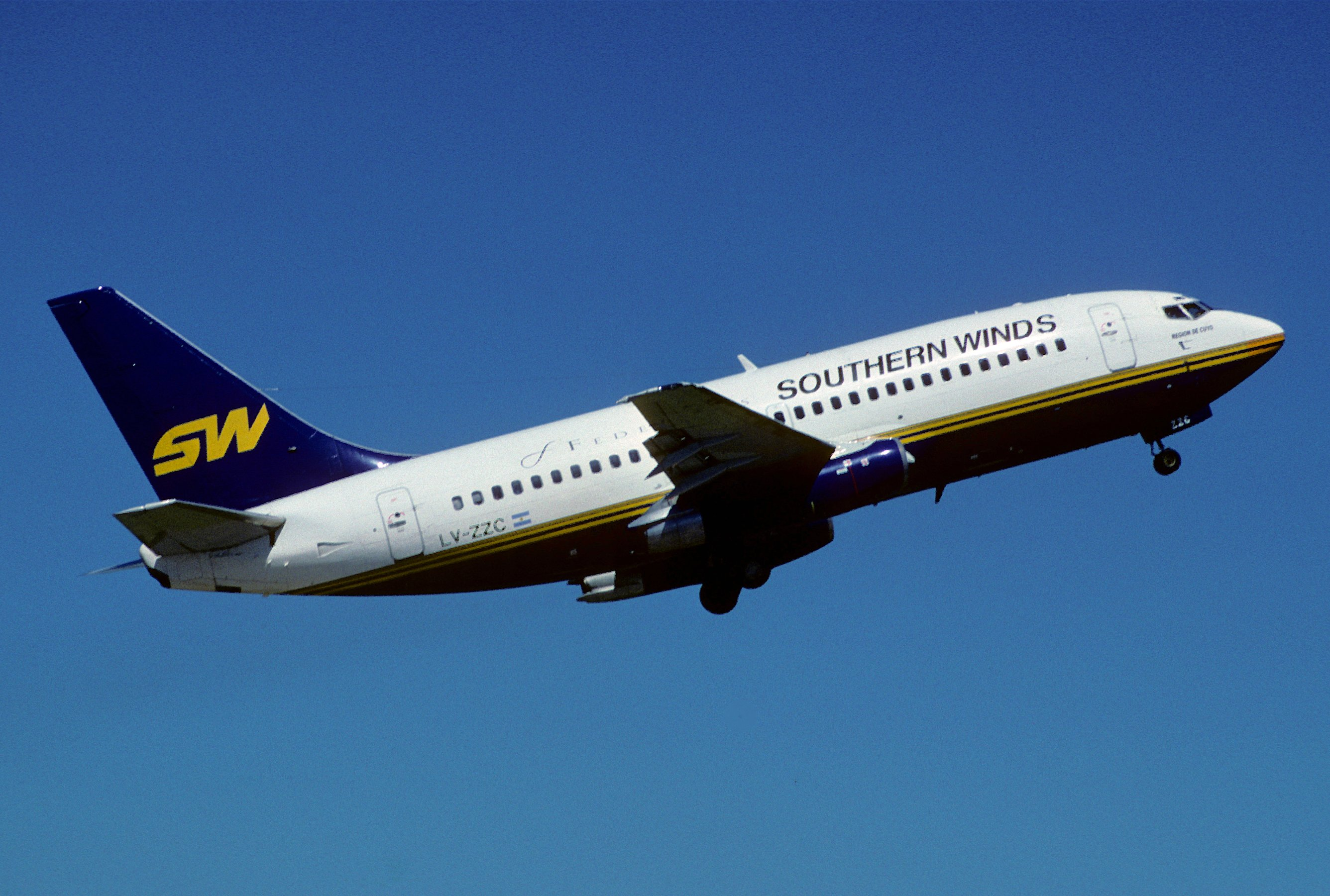
Boeing 737-200 de Southern Winds despegando del Aeroparque Jorge Newbery

Como distintivos propios, la empresa ofrecía vino en clase turística (solo en vuelos internacionales),  ejemplares gratuitos de los principales diarios del país y ofrecía mate para beber. 
La empresa ofrecía la revista Winds, con "notas de actualidad, actividades turísticas novedosas, arte y cultura, tendencias en modas y decoración, y toda la información acerca de nuestra compañía, en ediciones coleccionables."
El servicio se dividía en dos clases:

### Economy Class
Ofrecía una distancia entre asientos de 87,5 cm, un catering de alto nivel, canales de audio y cine, entretenimiento a bordo y bebidas durante todo el vuelo.

### Business Class
Se ofrecían revistas y periódicos gratuitos, una gran variedad de bebidas alcohólicas de alto nivel, comida caliente abundante con postre, baños exclusivos, un kit de aseo personal, asientos espaciosos con 45° de inclinación y apoyo para los pies, ocho canales de música y tres canales de películas.

## Problemas financieros y caída
La crisis de 2001 en la aviación en la Argentina afectó severamente a SW. El estado argentino decidió subsidiar a la empresa luego de la caída de las aerolíneas Dinar y LAPA. Para ello creó LAFSA (Líneas Aéreas Federales S.A.) que operativamente volaba en conjunto con SW.
LAFSA nació a mediados de 2003 para absorber a los empleados de las ex LAPA y Dinar, que por aquel entonces dejaron de volar. Contaba con unos 800 agentes, que le costaban al fisco argentino $ 3 millones mensuales en sueldos.
La compañía LAFSA recibió la concesión de rutas aéreas, pero nunca tuvo aviones. Por eso firmó un acuerdo con SW en septiembre de 2003, por el cual la privada se prestaba, a cambio de un subsidio de otros $ 3,2 millones para combustibles, a realizar vuelos conjuntos.[cita requerida]
El punto de quiebre para SW fue el escándalo en 2005 por tráfico de drogas que comprometió a Martín Varsavsky, funcionarios de la compañía y a la cúpula de la Fuerza Aérea Argentina encabezada por el Brigadier General Carlos Alberto Rohde. Ante esta situación el estado argentino no renovó el acuerdo SW-LAFSA a su vencimiento en marzo de 2005.

## Destinos
Hacia agosto del 2004:

### Nacionales
| Ciudad                                        | Código de Aeropuerto | Código de Aeropuerto | Nombre del aeropuerto                                     | Notas |
| Ciudad                                        | IATA                 | ICAO                 | Nombre del aeropuerto                                     | Notas |
| --------------------------------------------- | -------------------- | -------------------- | --------------------------------------------------------- | ----- |
| Desde Buenos Aires / Aeroparque Jorge Newbery |                      |                      |                                                           |       |
| Argentina                                     |                      |                      |                                                           |       |
| Bariloche                                     | BRC                  | SAZS                 | Aeropuerto Internacional Teniente Luis Candelaria         |       |
| San Martín de los Andes                       | CPC                  | SAZY                 | Aeropuerto Aviador Carlos Campos                          |       |
| Comodoro Rivadavia                            | CRD                  | SAVC                 | Aeropuerto Internacional General Enrique Mosconi          |       |
| Córdoba                                       | COR                  | SACO                 | Aeropuerto Internacional Ingeniero Ambrosio Taravella     |       |
| El Calafate                                   | FTE                  | SAWC                 | Aeropuerto Internacional Comandante Armando Tola          |       |
| Iguazú                                        | IGR                  | SARI                 | Aeropuerto Internacional de Puerto Iguazú                 |       |
| Jujuy                                         | JUJ                  | SASJ                 | Aeropuerto Internacional Gobernador Horacio Guzmán        |       |
| Mar del Plata                                 | MDQ                  | SAZM                 | Aeropuerto Internacional Astor Piazzolla                  |       |
| Mendoza                                       | MDZ                  | SAME                 | Aeropuerto Internacional Gobernador Francisco Gabrielli   |       |
| Neuquén                                       | NQN                  | SAZN                 | Aeropuerto Internacional Presidente Perón                 |       |
| Resistencia                                   | RES                  | SARE                 | Aeropuerto Internacional de Resistencia                   |       |
| Río Gallegos                                  | RGL                  | SAWG                 | Aeropuerto Internacional Piloto Civil Norberto Fernández  |       |
| Salta                                         | SLA                  | SASA                 | Aeropuerto Internacional de Salta Martín Miguel de Güemes |       |
| San Juan                                      | UAQ                  | SANU                 | Aeropuerto Domingo Faustino Sarmiento                     |       |
| Tucumán                                       | TUC                  | SANT                 | Aeropuerto Internacional Teniente Benjamín Matienzo       |       |
| Ushuaia                                       | USH                  | SAWH                 | Aeropuerto Internacional de Ushuaia Malvinas Argentinas   |       |

| Ciudad                                                                  | Código de Aeropuerto | Código de Aeropuerto | Nombre del aeropuerto                 | Notas |
| Ciudad                                                                  | IATA                 | ICAO                 | Nombre del aeropuerto                 | Notas |
| ----------------------------------------------------------------------- | -------------------- | -------------------- | ------------------------------------- | ----- |
| Desde Mendoza / Aeropuerto Internacional Gobernador Francisco Gabrielli |                      |                      |                                       |       |
| Argentina                                                               |                      |                      |                                       |       |
| San Juan                                                                | UAQ                  | SANU                 | Aeropuerto Domingo Faustino Sarmiento |       |

| Ciudad                                                  | Código de Aeropuerto | Código de Aeropuerto | Nombre del aeropuerto                             | Notas |
| Ciudad                                                  | IATA                 | ICAO                 | Nombre del aeropuerto                             | Notas |
| ------------------------------------------------------- | -------------------- | -------------------- | ------------------------------------------------- | ----- |
| Desde Neuquén/Aeropuerto Internacional Presidente Perón |                      |                      |                                                   |       |
| Argentina                                               |                      |                      |                                                   |       |
| San Martín de los Andes                                 | CPC                  | SAZY                 | Aeropuerto Aviador Carlos Campos                  |       |
| Bariloche                                               | BRC                  | SAZS                 | Aeropuerto Internacional Teniente Luis Candelaria |       |

### Internacionales
| Ciudad                                                                | Código de Aeropuerto | Código de Aeropuerto | Nombre del aeropuerto                                          | Notas |
| Ciudad                                                                | IATA                 | ICAO                 | Nombre del aeropuerto                                          | Notas |
| --------------------------------------------------------------------- | -------------------- | -------------------- | -------------------------------------------------------------- | ----- |
| Desde Buenos Aires / Aeropuerto Internacional de Ezeiza               |                      |                      |                                                                |       |
| Estados Unidos                                                        |                      |                      |                                                                |       |
| Miami                                                                 | MIA                  | KMIA                 | Aeropuerto Internacional de Miami                              |       |
| España                                                                |                      |                      |                                                                |       |
| Madrid                                                                | MAD                  | LEMD                 | Aeropuerto de Madrid-Barajas                                   |       |
| Desde Córdoba / Aeropuerto Internacional Ingeniero Ambrosio Taravella |                      |                      |                                                                |       |
| Perú                                                                  |                      |                      |                                                                |       |
| Tacna                                                                 | TCQ                  | SPTN                 | Aeropuerto Internacional Coronel FAP Carlos Ciriani Santa Rosa |       |